# Lafoea gaussica
Lafoea gaussica is een hydroïdpoliep uit de familie Lafoeidae. De poliep komt uit het geslacht Lafoea. Lafoea gaussica werd in 1910 voor het eerst wetenschappelijk beschreven door Vanhöffen. 